# أمين معلوف
أمين معلوف (بالفرنسية: Amin Maalouf) أديب وصحافي لبناني ولد في بيروت في 1949، ويقيم حاليًا في فرنسا. له العديد من المؤلفات في الرواية والتاريخ والمسرح الشعري والسياسة، لكن شهرته كانت في الأعمال الروائية، وقد ترجم بعضها إلى نحو 40 لغة.
انتخب معلوف في عضوية أكاديمية اللغة الفرنسية،وفي ديسمبر 2023 انتخب أميناً دائماً للأكاديمية الفرنسية، حاز العديد من الجوائز الأدبية والأوسمة، منها: جائزة غونكور الفرنسية، والوشاح الأكبر لوسام الأرز اللبناني، ووسام الاستحقاق الوطني الفرنسي.

## بدايات
ولد أمين معلوف في بيروت في 25 شباط (فبراير) 1949، وهو في الترتيب الثاني من أربعة أطفال. تنتمي أسرة والديه إلى قرية جبلية لبنانية تدعى عين القبو. تزوج والداه في القاهرة في العام 1945، حيث ولدت أديل الغصين، والدته، من أب مسيحي ماروني من سكان القرية، والذي قد غادر للعمل في مصر، حيث تزوج من سيدة ولدت في تركيا.
والد أمين، رشدي، من طائفة الروم الملكيين الكاثوليك، كان أحد أسلافه قساً تحول ليصبح قسًا في الكنيسة المشيخية، وفي حين أرسل الفرع البروتستانتي من الأسرة أطفالهم إلى المدارس البريطانية أو الأميركية، كانت والدة معلوف الكاثوليكية الملتزمة تصر على إرسال أطفالها إلى مدرسة سيدة الجمهور، وهي مدرسة فرنسية كاثوليكية يسوعية.
توفي والد أمين بفعل صوت انفجار قريب في بدايات الحرب الأهلية اللبنانية، وكان أمين قد درس علم الاجتماع في جامعة القديس يوسف «الفرانكوفونية» في بيروت.
ومعلوف متزوج من أندريه معلوف وله ثلاثة أولاد.

## نشاطه الصحافي والثقافي
عمل معلوف بعد تخرجه، في تحرير جريدة النهار، وفي الملحق الاقتصادي للجريدة، كذلك في الأحداث السياسية الدولية، فزار من أجل ذلك ما يزيد على ستّين بلداً، وغطّى أحداثاً كبرى من بينها حرب فيتنام.
بقي في الجريدة، إلى حين اندلاع الحرب الأهلية اللبنانية في العام 1975 حيث انتقل في العام 1976، للحياة في باريس ومازال مقيماً فيها حتى اليوم.
في فرنسا عمل في مجلة إيكونوميا الاقتصادية، واستمر في عمله الصحافي فرأس تحرير مجلة «إفريقيا الفتاة» أو (جون أفريك)، كذلك استمر في العمل مع جريدة النهار اللبنانية، وفي ربيبتها المسماة «النهار العربي والدولي» في 2010.
أصدر أول أعماله التاريخية: الحروب الصليبية كما رآها العرب في العام 1983م، عن دار النشر لاتيس التي صارت دار النشر المتخصصة في أعماله. وترجمت أعماله إلى لغات عديدة، ونال عدة جوائز أدبية فرنسية وعربية، وقد ترجم د. عفيف دمشقية جلّ أعماله إلى العربية، وهي منشورة لدى دار الفارابي في بيروت.
تميز مشروع أمين معلوف الإبداعي بتعمقه في التاريخ، من خلال ملامسته أهم التحولات الحضارية التي رسمت صورة الغرب والشرق على شاكلتها الحالية. فكتب العديد من الروايات غير أن أعماله تضمنت دراسات بحثية ككتاب الحروب الصليبية كما رآها العرب، كما كتب مسرحيات شعرية مثل كتاب الحب عن بعد.
أصبح معلوف عضواً في الأكاديمية الفرنسية في 2011 بعد انتخابه من قبل أعضائها.

ومما قاله معلوف في الحفل الرسمي لانتخابه عضوًا في «مجمع الخالدين»، متوجهًا إلى أعضاء الأكاديمية الحاضرين: 
«منذ 25 عامًا مضت وقفت تحت هذه القبّة للمرّة الأولى. كنت قد أصدرت رواية للتوّ. قلّدتموني جائزة، دعوتموني، أنا وغيري من الفائزين، إلى الاجتماع السنوي العام. الاجتماع كان يرأسه كلود ليفي شتراوس. وأنا طالب في العلوم الاجتماعية في بيروت قرأت له «من العسل إلى الرماد». لقد كان بالنسبة إليّ، كما بالنسبة إلى كلّ أبناء جيلي، كاتبًا رمزيًا. عندما سمعته يُعلن اسمي وعنوان روايتي كنت أُحلّق فوق غيمة. لم أكن أنتظر أكثر من ذلك. وطبعاً، لم أنتظر أن أقف هنا _وسطكم_ ألقي خطابي وأرثيه».
ثم أسهب معلوف في الحديث عن حياة سلفه الراحل ومختلف المراحل التي عاشها من الطفولة إلى الشباب فالنضج والشيخوخة. وخصّص مقاطع رصد من خلالها الأحداث المفصلية في حياة شتراوس.

وخلص قائلاً: 
«سيداتي سادتي، في الأكاديمية عندما نحصل على شرف الدخول في قلب عائلة كما عائلتكم الكريمة، لا نأتي بأيادٍ فارغة. وإذا كان المدعوّ مشرقيًا كما هي حالي، فيأتي بيدين مُحملتين. مع امتناني الكبير لفرنسا كما لبنان، أحضر معي كلّ ما منحني إيّاه هذان البلدان، جذوري، لغاتي، لهجتي، إداناتي، شكوكي، وأكثر من هذا كلّه حلمي في التناغم والتقدّم والتعايش.

أحلامي اليوم يُساء إليها. جدار يرتفع في بلدان الشرق الأوسط في وجه العوالم الثقافية التي أطالب بها. هذا الجدار، لم أكن أنوي تجاوزه لأعبر من ضفّة إلى أخرى. جدار المقت هذا، جدار الكراهية بين أوروبيين وأفارقة وبين الغرب والإسلام وبين اليهود والعرب، طموحي هو هدمه. إزالته. محوه. هذا كان دائمًا علّة حياتي، علّة كتابتي. هذا هو همّي وسأتابعه داخل مؤسستكم. تحت ظلّ حماية أسلافنا الكبار. تحت نظر شتراوس».

### دكتوراه فخرية
منح معلوف عدة شهادات أكاديمية، منها: الدكتوراة الفخرية من جامعة لوفان الكاثوليكية ببلجيكا، وشهادة من الجامعة الأميركية في بيروت، ومن جامعة روفيرا إي فيرجيلي الإسبانية، ومن جامعة إيفورا البرتغالية.

## أعماله
تميزت روايات أمين معلوف بتعمقها في التاريخ من خلال ملامستها أهم التحولات الحضارية التي رسمت صورة الغرب والشرق على شاكلتها الحالية ، واتسمت لغتها التي تمزج بين التاريخ والسرد، بالجدّة والتوثيق والبناء التفاعلي، فضلا عن تناوله موضوعات وشخصيات وأحداث قديمة/ حديثة قدمها من زاوية إبداعية سردية، ويمكن القول إن تركيزه الأبرز كان حول «الهوية الثقافية لحوض البحر الأبيض المتوسط». ومن أعماله التاريخية والروائية والمسرحية والسياسية:

### روايات
- ليون الأفريقي، (1984)
- سمرقند، دار الفارابي، (1986)
- حدائق النور، دار الفارابي، (1991)
- صخرة طانيوس، دار الفارابي،(1993)
- سلالم الشرق أو موانئ المشرق، دار الفارابي، (1996)
- القرن الأول بعد بياتريس، دار ورد للنشر والتوزيع، (2001)
- رحلة بالداسار، دار الفارابي، (2000)
- التائهون، دار الفارابي، (2013)
- الهويات القاتلة، دار الفارابي، (2016)
- غرق الحضارات، دار الفارابي، (2019)
- إخوتنا الغرباء، دار الفارابي، (2021)

### مسرحيات شعرية
الحب عن بعد، مسرحية شعرية، دار الفارابي، (2001)
الأم أدريانا، مسرحية شعرية، دار الفارابي، (2006)

### أعمال أخرى
- الحروب الصليبية كما رآها العرب، عرض تاريخي، (ترجمة: عفيف دمشقية) دار الفارابي، (1983)
- الهويات القاتلة، مقالات سياسية (1998 و 2002)
- بدايات، سيرة عائلية، دار الفارابي، (2004)
- اختلال العالم، مقالات سياسية، دار الفارابي، (2009)
- مقعد على ضفاف السين؛ أربعة قرون من تاريخ فرنسا، دار الفارابي، (2017)
- متاهة الضالين، دار غراسي،(2023)[33]

## جوائز وتكريم وأوسمة
تسلم معلوف في 15 حزيران (يونيو) 2011 سيف الشرف في احتفالية انضمامه للأكاديمية الفرنسية، وقد شغل المقعد رقم 29 الذي كان يشغله في السابق عالم الأنثروبولوجي والمفكر الفرنسي كلود ليڤي-ستروس. علمًا أن معلوف هو أول كاتب لبناني يحظى بعضوية الأكاديمية الفرنسية، وثاني كاتب عربي بعد الجزائرية آسيا جبار، في العام 2005.
فاز معلوف بعدة جوائز وأوسمة، وكُرم في غير محفل ومكان، من ذلك:
- جائزة الصداقة الفرنسية العربية لعام 1986 عن روايته “ليون الإفريقي”.
- جائزة غونكور، كبرى الجوائز الأدبية الفرنسية، لعام 1993 عن رواية “صخرة طانيوس"، إذ فازت روايته التي نشرتها دار غراسيه بالجائزة بعد حصولها على ستة أصوات مقابل صوتين لميشال برودو، مؤلف رواية (صديقي بييرو).
- نيشان الاستحقاق الوطني من رتبة ضابط (2003).
- حاز في العام 2010 جائزة أمير اوسترياس (أوشتوريس) الإسبانية للأدب عن مجمل أعماله الغنية بمزيج من اللغة الايحائية في لوحة من تاريخ منطقة البحر الأبيض المتوسط العابقة با الثقافات واللغات وقصص التسامح والمصالحة.
- الوشاح الأكبر لوسام الأرز الوطني اللبناني (2013)
- نيشان الاستحقاق الوطني من رتبة قائد (2014)
- حاز في العام 2016 جائزة الشيخ زايد للكتاب عن «شخصية العام الثقافية»[29][39]
- قلّده الرئيس الفرنسي ايمانويل ماكرون في 29 / 2/ 2020، وسام الاستحقاق الوطني، في احتفال أقيم في العاصمة الفرنسية، تقديرًا لعطاءاته وانجازاته في عالم الأدب، وقد رُفع معلوف إلى درجة الضابط الأكبر، وهي ثاني أعلى درجة في الجدارة بعد مركز الصليب الكبير.[40]

### أعماله إلى السينما
يصار إلى تحويل بعض روايات معلوف إلى أعمال سينمائية، منها تصوير الاقتباس السينمائي لروايته «سلالم الشرق». ويحمل الشريط السينمائي هوية «ميناء التوقّف» علماً ان كاتبا آخر وهو الأفغاني عتيق رحيمي سيتولّى إخراج العمل.

## من أقواله
- كم هو مؤسفا لشعب ما، أيا كان، أن يُمجد تاريخه أكثر من مستقبله.[42]
- يغني مصر تاريخها و لا تاريخ لسنغافورة

- كلّ شيء في هذا العالم، القوانين والعلوم والدول، من صنع أشخاص مثلي ومثلك، وبالتالي كل شيء قابل للدراسة والنقد والتقويض والبناء،
- لسنا ضيوفًا على هذا الكوكب، فنحن ننتمي إليه بقدر ما ينتمي إلينا، وماضيه ملك لنا وكذلك مستقبله.[43]
- العالم مثل هذا المصباح، استهلك الزيت المخصص له، ولم يبق إلا النقطة الأخيرة، انظر، الشعلة ترتعش، سينطفئ العالم قريباً[44].
- يوجد في مقابل رجل دين واحد مخلص، آخرون يحلمون بالسلطة ولا يحيون إلا بالدسائس والمكائد، ومهمتهم أن يملون على كل أحد كيف يلبس ويأكل ويشرب ويسعل ويتجشأ ويعطس، وبأية عبارة يجب أن يغمغم في كل مناسبة، ويجعلون الكبار والصغار يعيشون في هلع الدنس والكفر.[45]
- الوطن الذي بوسعك العيش فيه مرفوع الرأس، تعطيه كل ما لديك وتضحي من أجله بالنفيس والغالي حتى بحياتك، أما الوطن الذي تضطر فيه للعيش مطأطئ الرأس فلا تعطيه شيئا، فالنبل يستدعي العظمة، واللامبالاة تستدعي اللامبالاة، والازدراء يستدعي الازدراء، ذلك هو ميثاق الأحرار ولا أعترف بغيره[46].
- لا أطلب من الله أن يجنبني المصائب، بل أن يجنبني القنوط... اطمئن، فعندما يتخلى الله عنك بيد يمسكك بالأخرى.[47]

## وصلات خارجية
- أمين معلوف على موقع أرشيف الشارخ.
- أمين معلوف على موقع مونزينجر (الألمانية)
- أمين معلوف على موقع ميوزك برينز (الإنجليزية)
- أمين معلوف على موقع ديسكوغز (الإنجليزية)
- أمين معلوف.. أديب عربي يقرؤه العالم بالفرنسية -من موقع إسلام أون لاين.
- موقع أمين معلوف Amin Maalouf Website (موقع عربي)
- أمين معلوف في كلام الناس، أل بي سي، 5 يوليو 2012
- أمين معلوف يحذر من «غرق الحضارات» ويعتبر 1967 بداية «اليأس العربي»
- أمين معلوف
- كتاب امين معلوف... حنين ويأس
- أمين معلوف.. أيقونة التنوّع الثقافي في الرواية العالمية
- أمين معلوف في قراءته للربيع العربي: «كنا في غيبوبة واستفقنا»
- لقاء مع الكاتب أمين معلوف بعد انتخابه عضوا في الأكاديمية الفرنسية